# Манастир Свете Богородице Пречисте
Манастир Света Богородица Пречиста је православни манастир дебарско-кичевске епархије, који се налази на планини на надморској висини 920 метара, код македонског града Кичева, уз магистрални пут Битољ—Кичево.

## Историја
Турци су претходно уништили цркву од које су остале развалине. Била је то огромна црква Свете Богородице Пречисте, или звана "Чиста Пречиста". Од ње је настао данашњи Кичевски манастир или "Кичевска Пречиста" Св. Богородица. У манастирској цркви која је припадала епархији "Дебрцкој" основаној од стране Св. Саве, написана је књига "Пролог". У делу књиге која је остала неизгорела, остао је запис о времену настанка. Било је то у време Стефана Првовенчаног и његовог брата Вукана, како пише у њој, под старањем игумана Андонија.
Манастир је саграђен 1316. године и посвећен је Пресветој Богородици - Малој Госпојини. Налази се на платоу званом Крњино. Његов ктитор је био српски краљ Милутин Немањић. 
У првој половини 19. века био је јеромонах Ћирило - Кирил Пејчиновић старешина тог манастира, код Кичева.
Године 1848. поклонио је манастирској цркви звоно, српски кнез Александар Карађорђевић. То звоно је преживело све ратове и страдања и весело бруји у слободи 1931. године
У окриљу манастира радила је српска основна школа између 1868-1874. године. Њен учитељ Д. Обрадовић се јавља као претплатник једне српске књиге, објављене у Београду. После њеног затварања 1878. године, када је касније поново отворена премештена је у село Манастирац. Тадашњи учитељ Ђорђе прелази у Рашетане. 
Због неисправних рачуна кичевског манастира Свете Богородице Пречисте, Дебарски митрополит Козма, је око 1885. године пришао бугарском егзархату, да би избегао одговорност.
Након октобарске револуције овде су пребегли руски калуђери и обогатили уметност и живот манастира. Слава манастира се обележава 21. септембра сваке године — Рођење Пресвете Богородице (Мала Богородица).
Био је старешина манастирског братства 1931. године протосинђел Мирон.